# غايوس قيصر
غايوس قيصر (/ˈsiːzər/; Latin: Gaius Julius Augusti f. Divi n. Caesar; 20 ق.م – 21 فبراير 4 ميلادى) كان القنصل في 1م وحفيد أغسطس، أول إمبراطور للإمبراطورية الرومانية. على الرغم من أنه ولد لماركوس فيبسانيوس أغريبا وجوليا الكبرى، الابنة الوحيدة لأغسطس، غايوس وشقيقه الأصغر، لوسيوس قيصر، تم تربيتها من قبل جدهما كأبناء بالتبني وورثة مشتركة للإمبراطورية. اختبر مهنة سياسية متسارعة تليق بأحد أفراد السلالة اليوليوكلاودية، حيث سمح له مجلس الشيوخ الروماني بالمضي قدماً في مسيرته دون أن يأخذ منصب كويستور أو بريتور، وهي مكاتب كان يتعين على أعضاء مجلس الشيوخ العاديين شغلها كجزء من التدرج في المناصب.

## الحواشي
1. 1 2  аноним (1904). "Julia the Elder". Энциклопедический словарь Брокгауза и Ефрона. Том XLI, 1904 (بالروسية). XLI: 370. QID:Q24512680.
2. ↑  "Octavii". Реальный словарь классических древностей по Любкеру, 1885 (بالروسية): 940–941. 1885. QID:Q45262166.
3. ↑  Jarvis 1845
4. ↑  Rowe 2002

## قائمة المراجع